# Ferreira do Alentejo e Canhestros
Ferreira do Alentejo e Canhestros (oficialmente: União das Freguesias de Ferreira do Alentejo e Canhestros) é uma freguesia portuguesa do município de Ferreira do Alentejo com 295,66 km² de área e 4739 habitantes (censo de 2021). A sua densidade populacional é 16 hab./km².

## História
Foi constituída em 2013, no âmbito de uma reforma administrativa nacional, pela agregação das antigas freguesias de Ferreira do Alentejo e Canhestros e tem a sede em Ferreira do Alentejo.

## Demografia
A população registada nos censos foi:
| Ano  | 0-14 Anos | 15-24 Anos | 25-64 Anos | > 65 Anos |
| 2001 | 673       | 666        | 2641       | 1427      |
| 2011 | 648       | 497        | 2602       | 1393      |
| 2021 | 615       | 405        | 2344       | 1375      |

À data da junção das freguesias, a população registada no censo anterior foi:
| Freguesia atual                   | Freguesia atual | Freguesia atual | Freguesias antigas   | Freguesias antigas | Freguesias antigas |
| Freguesia                         | População(2011) | Área(km²)       | Freguesia            | População(2011)    | Área(km²)          |
| --------------------------------- | --------------- | --------------- | -------------------- | ------------------ | ------------------ |
| Ferreira do Alentejo e Canhestros | 5140            | 295,66          | Ferreira do Alentejo | 4696               | 223,74             |
| Ferreira do Alentejo e Canhestros | 5140            | 295,66          | Canhestros           | 444                | 71,92              |